# День независимости (Филиппины)
День независимости (филипп. Araw ng Kasarinlán; также Araw ng Kalayaan) — государственный праздник Филиппин, отмечаемый ежегодно 12 июня. Посвящён провозглашению независимости от Испании в 1898 году. С 1962 года является национальным праздником Филиппин.
Филиппины находились под испанским, а затем американским колониальным управлением почти четыре века — с 1565 по 1946 год. Несмотря на то, что страна обрела полный суверенитет лишь 4 июля 1946 года, в 1962 году президент Диосдадо Макапагал перенёс праздник c 4 июля на 12 июня, чтобы подчеркнуть его символическое значение.

## История

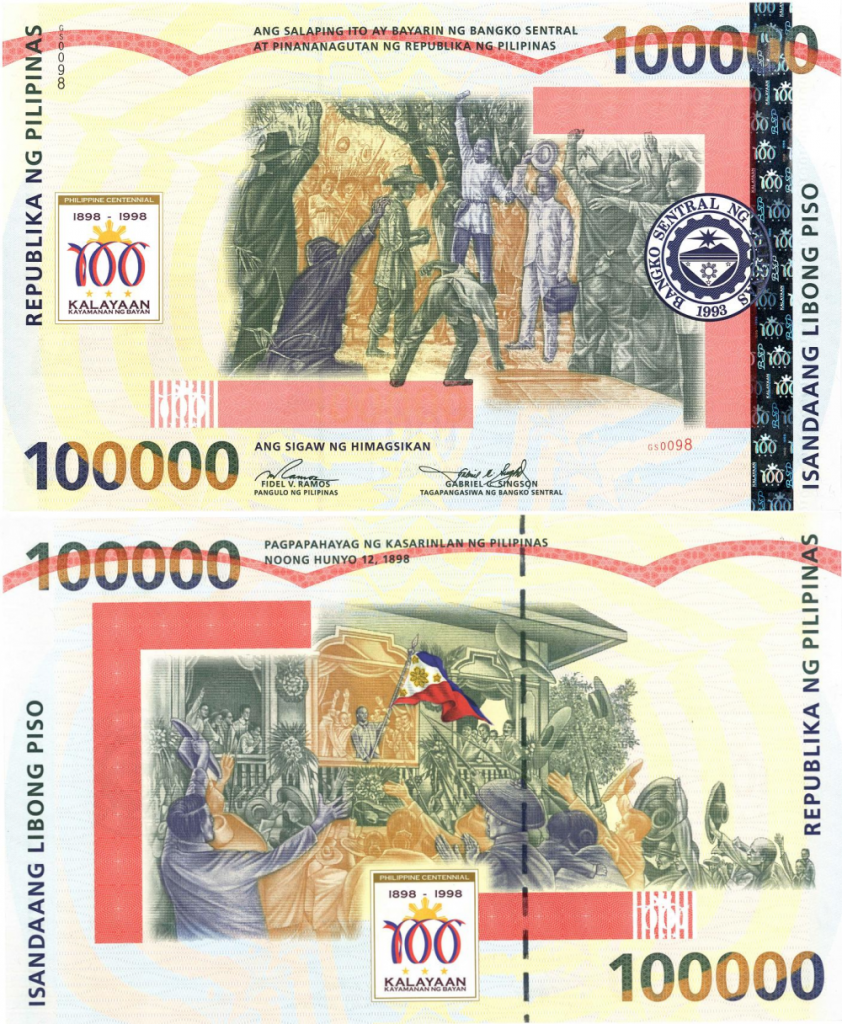
Изображения провозглашения независимости 12 июня 1898 года на оборотной стороне памятной банкноты номиналом 100 000 песо, выпущенной в 1998 году в честь столетия независимости Филиппин

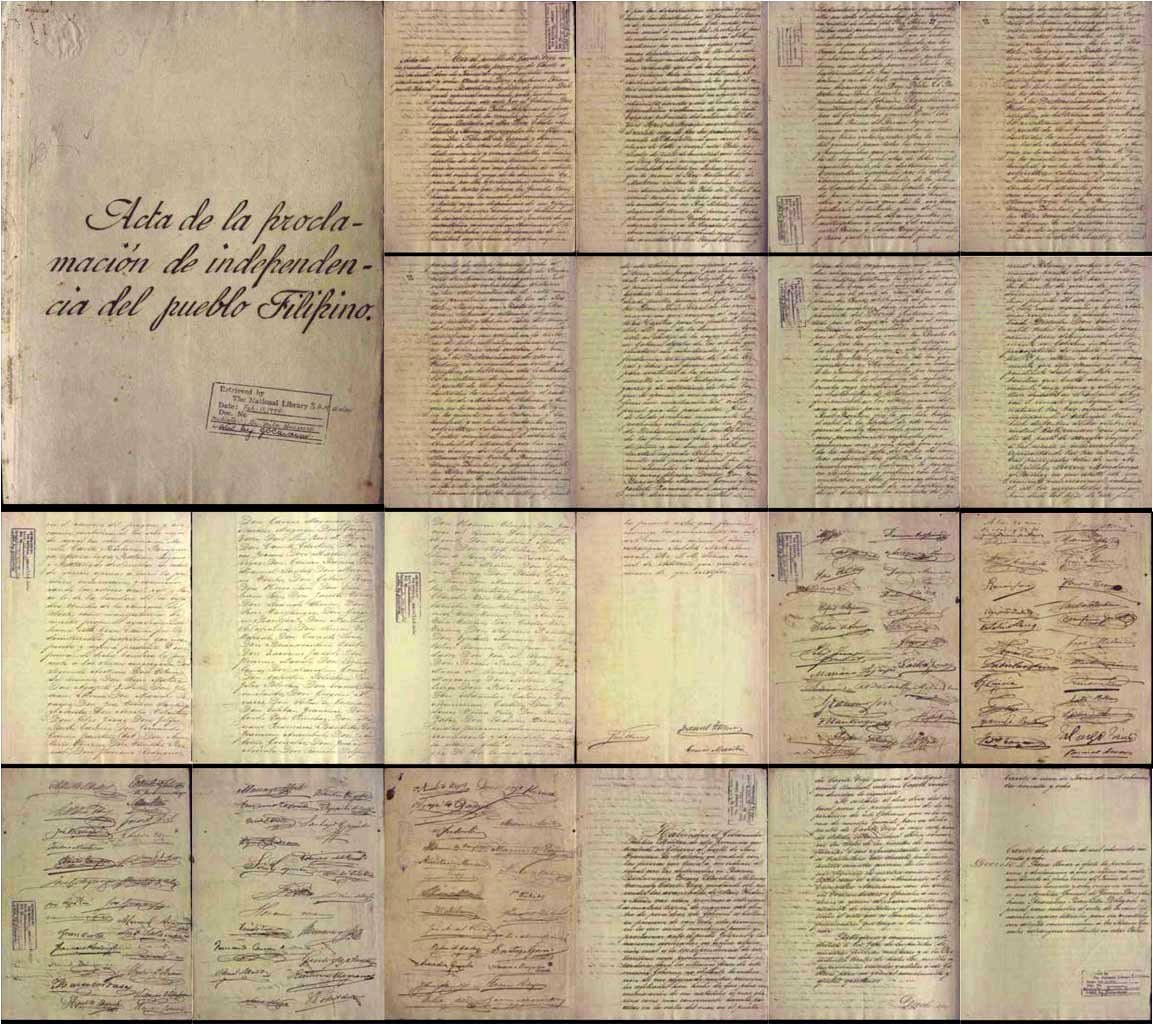
Декларация независимости

Первое упоминание о празднике связано с Андресом Бонифасио, который вместе с Эмилио Джацинто, Реституто Гавьером, Гильермо Манангкаем, Аурелио Толентино, Фаустино Маналаком, Педро Сабалой и другими отправился в пещеру Памитинан в Родригесе для принятия новых членов в организацию Катипунан. Бонифасио написал на стенах пещеры «Да здравствует филиппинская независимость!» (исп. Viva la independencia Filipina!), чтобы выразить цель своего тайного общества. Бонифасио также руководил начальным этапом филиппинской революции. Члены Катипунана во главе с Андресом Бонифасио разорвали свои налоговые сертификаты (cédulas personales) в знак протеста против испанского завоевания.
В 1896 году филиппинская революция распространилась по всей стране, а в декабре 1897 года при подписании пакта Биак-на-Бато — соглашения между испанским колониальным правительством и революционерами — было установлено перемирие. Согласно положениям соглашения Эмилио Агинальдо и другие революционные лидеры были сосланы в Гонконг.
В начале испано-американской войны коммодор Джордж Дьюи отплыл из Гонконга в бухту Манила, возглавив азиатскую эскадрилью ВМС США. 1 мая 1898 года Дьюи победил испанцев в битве при Кавите, фактически установив контроль США над испанским колониальным правительством. Впоследствии в том же месяце американский флот доставил Агинальдо обратно на Филиппины. 19 мая 1898 года Агинальдо прибыл в Кавите, объединяя революционные силы. К июню того же года Агинальдо полагал, что провозглашение независимости вдохновит людей на борьбу с испанцами и в то же время побудит другие страны признать независимость Филиппин.
5 июня 1898 года Агинальдо издал указ о провозглашении 12 июня 1898 года днём независимости. Это мероприятие во главе с Агинальдо состоялось в доме Агинальдо, расположенном в Кавите, ранее известном как Кавите Эль-Вьехо (исп. Cavite El Viejo). Декларацию независимости Филиппин торжественно зачитал её автор Амбросио Риансарес Баутиста — специальный делегат и военный советник Агинальдо. Декларацию на 21 странице подписали 98 филиппинцев, назначенных Агинальдо, и отставной американский офицер артиллерии, полковник Л. М. Джонсон. Флаг был впервые официально развёрнут в 16:30 по местному времени, в то время как группа San Francisco de Malabon исполняла гимн Филиппин.

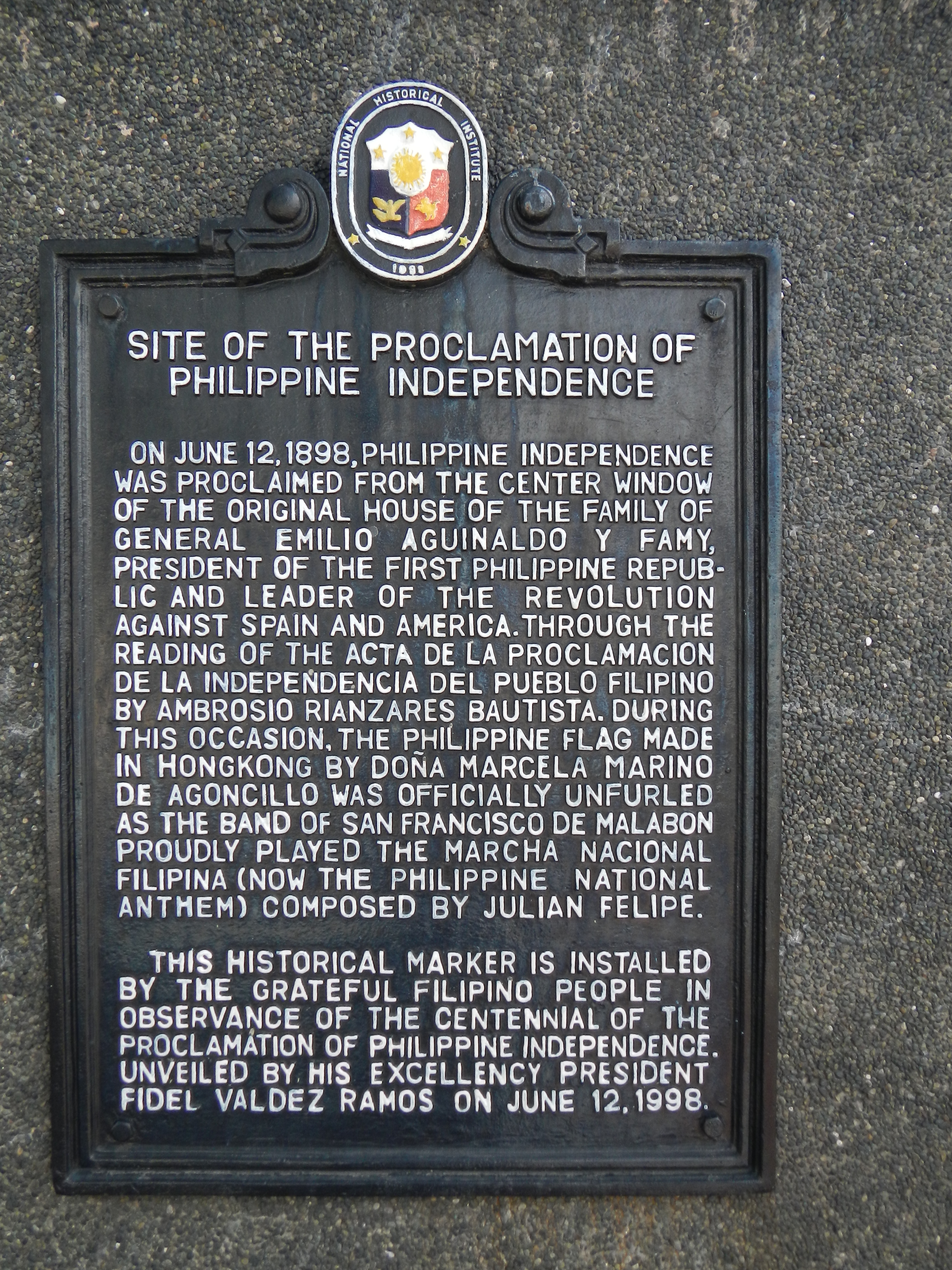
Мемориальная доска, посвящённая провозглашению независимости Филиппин

Провозглашение было впервые ратифицировано 1 августа 1898 года ста девяноста председателями муниципалитетов из 16 провинций, находящихся под контролем революционной армии. 29 сентября того же года оно было повторно ратифицировано Конгрессом Малолоса.
Филиппинам не удалось добиться международного признания своей независимости, в том числе от США и Испании. Позднее испанское правительство по условиям Парижского договора 1898 года уступило Филиппинский архипелаг США. Формирующиеся филиппинские революционное правительства не признали договор, в результате чего началась филиппино-американская война.

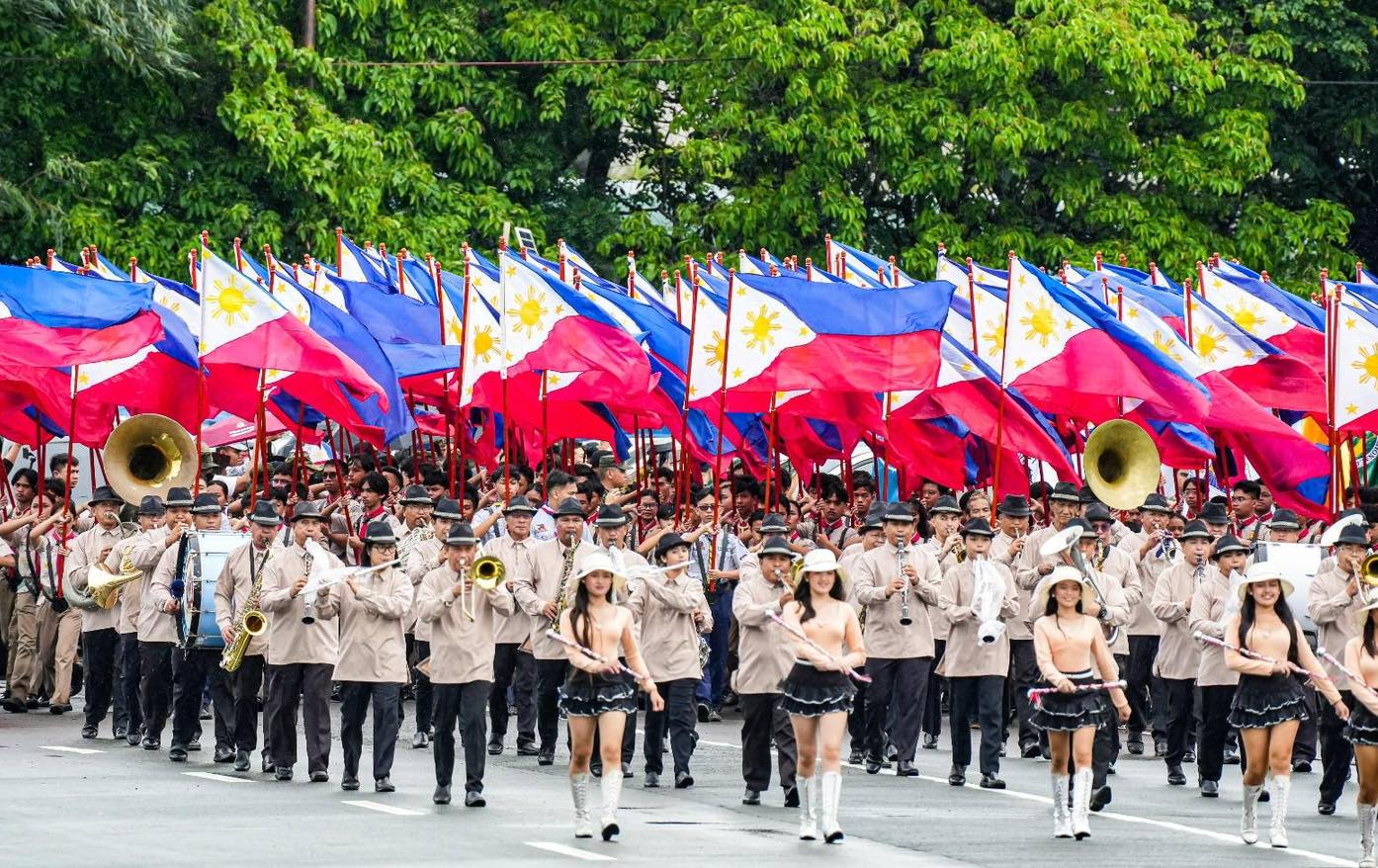
Парад с участием гражданских и военных лиц в рамках празднования Дня независимости (2023)

4 июля 1946 года США подписали Манильский договор, по которому Филиппинам была предоставлена независимость. Дата была выбрана Соединёнными Штатами по причине того, что совпадала с Днём независимости США; в Филиппинах этот день отмечался как День независимости вплоть до 1962 года. 12 мая 1962 года президент Диосдадо Макапагал подписал президентский указ № 28, в соответствии с которым 12 июня является особым государственным праздником на всей территории Филиппин «…в ознаменование декларации нашего народа о его естественном и неотъемлемом праве на свободу и независимость». 4 августа 1964 года в соответствии с Законом Республики № 4166 праздник 4 июля был переименован в «День Республики Филиппины», 12 июня было провозглашено Днём независимости Филиппин, а граждан страны документ призывал отмечать его с надлежащими церемониями.

## День флага
До 1964 года 12 июня отмечалось в Филиппинах как День флага. В 1965 году президент Диосдадо Макапагал издал Прокламацию № 374, по которой День Государственного флага был перенесён на 28 мая (в честь даты, когда флаг Филиппин впервые был использован в битве за Алапан). В мае 1994 года президент Фидель Рамос издал Исполнительный указ № 179, предусматривающий увеличение периода празднования, который стал продолжаться с 28 мая до Дня независимости Филиппин, отмечаемого 12 июня. Также государственным учреждениям, правительственным ведомствам, органам местного самоуправления, частным предприятиям и т. д. в течение этого времени было предписано торжественно размещать государственный флаг на видных местах в общественных зданиях и государственных учреждениях. Министерству образования было предписано совместно с частным сектором, неправительственными организациями и гражданскими группами содействовать широкому размещению государственного флага на площадях и, по возможности, на частных зданиях и в домах в честь празднования национальной независимости.